# Caubiac
Caubiac (em occitano:  Caubiac) é uma comuna francesa na região administrativa da Occitânia, no departamento do Alto Garona. Estende-se por uma área de 7.99 km², com 391 habitantes, segundo o censo de 2018, com uma densidade de 49 hab/km².